# War Play
War Play is een computerspel dat werd ontwikkeld door Mike Murphy en uitgegeven door Anco. Het spel kwam in 1986 uit voor de Commodore 64. Het computerspel is van het type Shoot 'em up. De speler bestuurt een tank en moet de basis van de tegenstander vernietigen. Hij wordt hierbij gehinderd door soldaten, tanks en helikopters van de tegenstander. Het spel kan met een of twee spelers tegelijkertijd gespeeld worden. Het spel bevat midden onder het scherm een radar.